# 影武者 (映画)
『影武者』（かげむしゃ）は、1980年の日本映画。監督は黒澤明、主演は仲代達矢。カラー、ビスタ、180分。

## 概要
ハリウッドの大手スタジオから世界配給された最初の日本映画で、黒澤を敬愛するフランシス・フォード・コッポラ、ジョージ・ルーカスが外国版プロデューサーとして参加した。
黒澤にとっては、前作『デルス・ウザーラ』（1975年）以来、5年ぶりの作品であり、久しぶりの時代劇でのスペクタクル巨編。黒澤作品では唯一、実在した人物をテーマにした歴史映画で、武田信玄にまつわるエピソードを取り上げる。戦国時代後期に影武者として生きる運命を背負わされた小泥棒の姿を描く。
勝新太郎の降板劇など公開前から話題を呼び、当時の日本映画の歴代映画興行成績（配給収入）1位を記録し、1983年公開の蔵原惟繕監督『南極物語』に抜かれるまで破られなかった。第33回カンヌ国際映画祭でパルム・ドールを受賞（『オール・ザット・ジャズ』と同賞）し、第53回アカデミー賞で外国語映画賞と美術賞の2部門にノミネートされた。

## あらすじ
天正元年  (1573年)、その勇猛を恐れられる武田信玄とその軍勢は、東三河で野田城を攻め落とそうとしていた。しかしある夜、信玄は城内から狙撃され、上洛の野望叶わずして死す。自己の死は秘匿し、幼い嫡孫（竹丸）が成長するまで3年は動かずに領地を固めよ、との遺言を残す。
信玄亡き後を託された信玄の弟・武田信廉と重臣らは、信玄の死を内部にも明かさず、死刑寸前のところを信廉が拾ってきた信玄に瓜二つの盗人を、信玄の影武者として立てることにする。盗人は盗み癖を見せて逃げようとしたため一度は解任されるものの、信玄が死んだこと、かつその死が織田信長や徳川家康の間者にばれたところを目撃すると、以前対面した折に受けた信玄の威厳や、助命の恩義を思い出し、自ら影武者になることを重臣たちに土下座して願い出る。
信玄として屋敷へ戻った影武者は、嫡孫竹丸や側室たちとの対面を危ないところを見せながらも果たし、やがては評定の場においても信玄らしく振舞って収めるなど、予想以上の働きを見せていく。しかし信玄の存命を疑う織田信長や徳川家康は、陽動作戦を展開しだす。それに対し諏訪勝頼は独断で出陣し、武田家内には不協和音がもたらされる。勝頼は側室の子ゆえ嫡男とはみなされず、自身の子竹丸の後見人とされており、かつ、芝居とはいえ下賤の身である影武者にかしずいて見せねばならぬなど憤懣やる方なかった。
しかし増長した影武者は、信玄の愛馬に乗ろうとして振り落とされ、川中島の戦いで上杉謙信につけられた刀傷がないことを側室に見られてしまい、ついにお役御免となる。重臣らはやむを得ず、勝頼を武田家の総領とすることを決定するが、功にはやる勝頼は重臣たちの制止を振りきり、長篠で、織田・徳川の連合軍と相対する。三段構えの敵鉄砲隊の前に武田騎馬軍の屍が広がる中、影武者だった男は槍を拾い上げ、ひとり敵へと突進していく。
戦が終わり、男は致命傷を負いながらも死屍累々の戦場の中を徘徊し、喉を潤すべく河に辿り着くと、河底に沈む孫子(風林火山)の旗を見つける。男は旗に駆け寄ろうとして力尽き斃れ、その屍は河に流されていく。

## キャスト
- 武田信玄、影武者：仲代達矢（本編、予告編）　勝新太郎（特報）
- 武田信廉：山﨑努
- 諏訪勝頼：萩原健一
- 土屋宗八郎：根津甚八
- 山縣昌景：大滝秀治
- 織田信長：隆大介
- 徳川家康：油井昌由樹
- お津弥の方：桃井かおり
- 於ゆうの方：倍賞美津子
- 馬場信春：室田日出男
- 内藤昌豊：志浦隆之
- 跡部大炊助：清水綋治
- 原昌胤：清水のぼる
- 小山田信茂：山本亘
- 高坂弾正：杉森修平
- 武田竹丸：油井孝太
- 森蘭丸：山中康仁
- 竹丸付き老女：音羽久米子
- 丹羽長秀：山下哲夫
- 雨宮善二郎：阿藤海
- 托鉢僧：江幡高志
- 原甚五郎：島香裕
- 傀儡子：田辺年秋
- 温井平次：井口成人
- 塩売り：山口芳満
- 甘利おくら：金窪英一
- 信玄を狙撃した足軽：杉崎昭彦
- 友野又市：宮崎雄吾
- 泥武者：栗山雅嗣
- 酒井忠次：松井範雄
- 伝騎：矢吹二朗
- 石川数正：土信田泰史
- 伝騎：渡辺隆
- 本多平八郎：曽根徳
- 織田の使者：伊藤栄八
- 宣教師：フランシスコ・セルク
- 武田屋形番頭：梁瀬守弘
- 宣教師：アレキサンダー・カイリス
- 医師付きの小者：加藤敏光
- 武田屋形小者：ポール大河
- 上杉謙信：清水利比古
- 武田屋形小者：大村千吉
- 田口刑部：志村喬
- 医師：藤原釜足
- 能「田村」シテ：浦田保利（観世流）
- 鏑馬武田流司家：金子有隣

※クレジット順

## スタッフ
- 監督：黒澤明
- プロデューサー：黒澤明、田中友幸
- 外国版プロデューサー：フランシス・コッポラ、ジョージ・ルーカス
- アシスタントプロデューサー：野上照代
- シナリオ：黒澤明、井手雅人
- 監督部チーフ：本多猪四郎
- アドバイザー：橋本忍
- 撮影：斎藤孝雄、上田正治
- 撮影協力：中井朝一、宮川一夫
- 美術：村木与四郎
- 録音：矢野口文雄
- 照明：佐野武治
- 音楽：池辺晋一郎
  - 指揮：佐藤功太郎
  - 演奏：新日本フィルハーモニー交響楽団
  - 協力∶東京コンサーツ
- 音響効果：三縄一郎
- 整音∶安藤精八
- 監督助手：岡田文亮
- スチール：橋山直巳
- 武家作法：久世竜
- 馬術指導：白井民平
- 騎馬訓練：長谷川敏
- 現像：東洋現像所
- 製作担当者：橋本利明
- 衣裳提供：三松
- 協力：日本航空、上野市（現・伊賀市）・伊賀上野城、熊本市・熊本城、姫路市・姫路城

## 製作

### 企画
1976年、ソ連で『デルス・ウザーラ』（1975年）を撮り終えた黒澤明は、次回作として『乱』の脚本を執筆するが、莫大な製作費がかかる内容だったため企画は進まなかった。そこで『乱』の製作費を軽減するために企画したのが本作である。本作を『乱』と同じような時代設定の物語にすることで、甲冑や衣装などの小道具を流用し、『乱』の製作費を下げようとした。いわば本作は『乱』の準備作のようなものである。本作の物語は、黒澤が井出雅人と日本の戦国時代をリサーチしている最中に、影武者で敵を欺こうとした武田信玄の話に魅了されて思いついた。
しかし、本作も多額の製作費が見積もられたため資金集めが難航した。この状況を聞きつけたジョージ・ルーカスとフランシス・フォード・コッポラが、20世紀フォックス社長のアラン・ラッド・ジュニアに働きかけたことで、同社が海外配給権を独占する条件で出資することが決定し、ルーカスとコッポラは海外版のプロデューサーに就いた。これで制作の安全性がある程度保証されたため、東宝が重い腰を上げて黒澤との提携製作に応じることになった。黒澤はその間、思い描いたシーンやイメージを絵コンテに200枚以上も描いていた。

### 撮影
1979年6月26日、姫路城で撮影が開始されたが、その翌月には撮影担当の宮川一夫が病気で降板した。合戦場面は10月から11月まで北海道で行われ、11月12日にはルーカスとコッポラがその撮影を視察している。武田屋形のオープンセットは、御殿場市の小山町のゴルフ場用地に1億2000万円をかけて作られた。ほかにも熊本城、伊賀上野、琵琶湖などでもロケが行われた。撮影は1980年3月23日に終了した。

### 勝新太郎の降板
本作は勝新太郎が主演を務める予定だったが、撮影開始直後に黒澤と衝突して降板した。日本を代表する映画監督と映画スターの決裂は、昭和芸能史に残る事件のひとつとして記憶されている。
黒澤は「信玄と影武者が瓜二つ」という設定から、信玄役を若山富三郎、影武者役を勝新太郎という実の兄弟でキャスティングする意向だった。しかし、若山は勝と黒澤のトラブルを予期し、それに巻き込まれることを嫌って出演依頼を断ったため、勝が信玄と影武者の二役を演じ、山﨑努が信玄の弟信廉役を演じる形になった。なお若山は、「何、黒澤明? そんなうるせえ監督に出られねえよ、俺は」と、出演依頼を断ったその本音を述懐している。
黒澤映画の撮影班のスクリプターを長年務めた野上照代によれば、勝は撮影前から非常にやる気を見せ、京都の料亭で黒澤をもてなしたりしていた。しかし、独自の演技観をもつ勝と、細部まで完璧な画作りにこだわる黒澤とは相容れない予兆があった。1979年6月末のクランクイン後、最初のリハーサルで勝は台詞を自己流に読み、黒澤は何回もやり直させた。翌日、勝は役作りの参考にしようと撮影所にビデオカメラを持ち込み、自分の演技を撮影したいと申し出たが、黒澤は「余計なことをするんじゃない」と拒否。怒った勝は衣裳を脱ぎ捨て、外のワゴン車に閉じこもった。黒澤が車内に入って話し合うが、最後は「勝君がそうならやめてもらうしかない」と冷静に言い切った。カッとなって掴みかかろうとする勝を、東宝の田中友幸プロデューサーが羽交い絞めにするという『松の廊下』のような場面もあった。
これにより、『乱』の主演が内定していた仲代達矢が代役として起用されることとなった（なお、当時の新聞上では仲代の代役が発表される以前に緒形拳、原田芳雄らの名前が報道されていた）。仲代は勝とは気の合う友人同士だったので、撮影前に黒澤組のことを聞かれ、「勝さん、黒澤さんの言うことは全部聞いた方がいいよ」とアドバイスしていた。代役のオファーを受ける前にまず勝に了承を得ようとしたが、どうしても連絡が付かなかったという。仲代は急な登板ながら独自の影武者像を作り上げたが、マスコミからは「勝の主演で見たかった」という感想もあった。また、恩義のある黒澤から代役に指名されて「光栄です」と発言したことを、「役者の仁義に反する」と批判されたりもした。この騒動で勝とは疎遠になっていたが、1996年に仲代の妻宮崎恭子が亡くなると葬儀に勝があらわれ、互いに抱き合ったという。
勝自身は降板後も未練があったようで、いろいろな伝手で復帰を画策していた模様である。有楽町で行われた試写会に勝が現れると、黒澤と仲代が咄嗟に隠れたというエピソードもある。映画を観た勝は「（映画は）面白くなかった」「おれが出ていれば面白かったはずだ」とコメントした。

### キャストとスタッフ
主要な配役以外のキャストはオーディションで決められ、職業俳優から素人まで1万5000人が応募した。そのうち油井昌由樹、隆大介、清水大敬（当時は「清水のぼる」名義）、阿藤海、島香裕などの新人俳優、無名俳優が出演した。また、無名時代の南部虎弾（クレジットでは南部虎太）も出演している。黒澤映画の常連俳優では、志村喬と藤原釜足が最後の出演となった。
音楽では、過去に何度も黒澤とコンビを組んでいた佐藤勝が15年ぶりに参加したが、ダビング段階で黒澤と対立して降板した。黒澤は映画の音楽のイメージを伝えるために既成曲を示し、それに似たような音楽にするよう指示することが多く、本作でも黒澤はグリーグの『ペール・ギュント』と似た音楽を要求したが、佐藤はそのプランに納得できず降板した。そのため武満徹に打診したが、結局アメリカにいた武満の推薦で池辺晋一郎が起用されることになった。池辺は以後の黒澤作品4作のうち、『乱』を除く3作でも音楽を担当することになる。

## 宣伝
宣伝4億円。4億円は当時の平均的サラリーマン40人分の退職金と大体同額にあたる。

## 公開
1980年4月23日、本作のワールド・プレミア上映が有楽座で行われた。このプレミアには1200人が招待され、コッポラをはじめウィリアム・ワイラー、アーサー・ペン、サム・ペキンパー、テレンス・ヤング、アーヴィン・カーシュナー、ジェームズ・コバーン、ピーター・フォンダなども出席した。同年4月26日に日本国内で劇場公開された。5月14日には第33回カンヌ国際映画祭で、11月11日には第24回ロンドン映画祭で上映された。

### 短縮版
本作のオリジナルの上映時間は179分で、日本での劇場公開とカンヌ国際映画祭で上映されたのはこのバージョンだが、アメリカなど世界各国で公開されたのは162分の短縮版である。オリジナル版は、東宝が投資分を早く回収しようと急いで日本公開したことで、黒澤が自分の好きなように編集することができず、不十分な編集のまま上映されたものである。短縮版は、その後国外リリースまでに時間があったため、黒澤自身が再編集したものである。そのため短縮版がファイナルカットとなる。短縮版では、外国人の観客には理解しにくいという理由で、上杉謙信が信玄の訃報を聞く場面や、志村喬が出演する宣教師の場面などがカットされた。

## 評価

### 批評家の反応
映画批評集積サイトのRotten Tomatoesには24件のレビューがあり、批評家支持率は88%、平均点は7.57/10となっている。Metacriticには15件のレビューがあり、加重平均値は84/100となっている。

### 受賞とノミネート
| 賞                                   | 部門                 | 対象                                              | 結果       | 脚注   |
| ------------------------------------ | -------------------- | ------------------------------------------------- | ---------- | ------ |
| カンヌ国際映画祭                     | パルム・ドール       | 黒澤明                                            | 受賞       | [ 7 ]  |
| アカデミー賞                         | 外国語映画賞         |                                                   | ノミネート | [ 9 ]  |
| アカデミー賞                         | 美術賞               | 村木与四郎                                        | ノミネート | [ 9 ]  |
| ゴールデングローブ賞                 | 外国語映画賞         |                                                   | ノミネート | [ 30 ] |
| 英国アカデミー賞                     | 作品賞               |                                                   | ノミネート | [ 31 ] |
| 英国アカデミー賞                     | 監督賞               | 黒澤明                                            | 受賞       | [ 31 ] |
| 英国アカデミー賞                     | 撮影賞               | 斎藤孝雄、上田正治                                | ノミネート | [ 31 ] |
| 英国アカデミー賞                     | 衣装デザイン賞       | 百沢征一郎                                        | 受賞       | [ 31 ] |
| ブルーリボン賞                       | 作品賞               |                                                   | 受賞       | [ 32 ] |
| ブルーリボン賞                       | 主演男優賞           | 仲代達矢                                          | 受賞       | [ 32 ] |
| ブルーリボン賞                       | 新人賞               | 隆大介                                            | 受賞       | [ 32 ] |
| 毎日映画コンクール                   | 日本映画大賞         |                                                   | 受賞       | [ 33 ] |
| 毎日映画コンクール                   | 監督賞               | 黒澤明                                            | 受賞       | [ 33 ] |
| 毎日映画コンクール                   | 男優演技賞           | 仲代達矢                                          | 受賞       | [ 33 ] |
| 毎日映画コンクール                   | 美術賞               | 村木与四郎                                        | 受賞       | [ 33 ] |
| 毎日映画コンクール                   | 音楽賞               | 池辺晋一郎                                        | 受賞       | [ 33 ] |
| 毎日映画コンクール                   | 日本映画ファン賞     |                                                   | 受賞       | [ 33 ] |
| キネマ旬報ベスト・テン               | 日本映画ベスト・テン |                                                   | 2位        | [ 34 ] |
| キネマ旬報ベスト・テン               | 助演男優賞           | 山﨑努                                            | 受賞       | [ 34 ] |
| 報知映画賞                           | 作品賞               |                                                   | 受賞       | [ 35 ] |
| 報知映画賞                           | 助演男優賞           | 山﨑努                                            | 受賞       | [ 35 ] |
| ナショナル・ボード・オブ・レビュー賞 | 外国語映画トップ5    |                                                   | 受賞       | [ 36 ] |
| セザール賞                           | 外国映画賞           |                                                   | 受賞       | [ 37 ] |
| ダヴィッド・ディ・ドナテッロ賞       | 外国監督賞           | 黒澤明                                            | 受賞       | [ 38 ] |
| ダヴィッド・ディ・ドナテッロ賞       | 外国プロデューサー賞 | ジョージ・ルーカス フランシス・フォード・コッポラ | 受賞       | [ 38 ] |
| ナストロ・ダルジェント賞             | 外国監督賞           | 黒澤明                                            | 受賞       | [ 39 ] |
| サン・フェデーレ賞                   |                      |                                                   | 受賞       | [ 40 ] |
| ベルギー映画批評家協会賞             | 監督賞               | 黒澤明                                            | 受賞       |        |

### その他
『キネマ旬報』が発表した1999年の「オールタイム・ベスト100 日本映画編」では82位、2009年の「オールタイム・ベスト映画遺産200 日本映画篇」では59位にランクした。
また2016年、ハリウッド・レポーター誌は、この映画をこれまでのパルム・ドール受賞69作品の中で10位にランク付けし、「16世紀の日本の戦を背景にした黒澤明の壮大な侍叙事詩は、歴史的な壮麗さだけでなく、現実、信念、意味についての複雑な考えを伝える映像においても、今なお畏敬の念を抱かせるものである」と結論付けた。

## ドキュメンタリー・関連書籍
- 1979年11月2日にNHKの『NHK特集 黒澤明の世界』で「影武者」製作の舞台裏が放送
- 2019年11月19日にBSプレミアム　アナザーストーリーズ「天才激突!黒澤明VS勝新太郎」が放送
- シナリオ・絵コンテ集『黒澤明 影武者』（講談社、1979年）
- 『全集 黒澤明　第六巻』岩波書店（1988年、再版2002年）
決定稿脚本（野上照代注）を収録。解説：佐藤忠男、岩本憲児